# Bernd Feldhaus
Bernd Feldhaus (* 17. Oktober 1930 in Vreden; † 12. März 2013 in Münster) war ein deutscher Politiker und ehemaliger Landtagsabgeordneter (SPD).

## Leben
Nach dem Besuch der Volksschule und des Gymnasiums mit dem Abschluss Abitur begann er 1952 nach einer Tätigkeit in der Bauwirtschaft mit dem Studium. Er legte die erste und die zweite Staatsprüfung für das Lehramt an höheren Schulen ab und war seit 1960 im Schuldienst, zuletzt als Studiendirektor, tätig.
Der SPD gehörte Feldhaus seit 1963 an. Er war in zahlreichen Parteigremien tätig, so unter anderem auch als Mitglied des Parteirates der SPD. Feldhaus veröffentlichte einige Bücher, insbesondere über seine Mithilfe und Erfahrung beim „Aufbau Ost“.
Vom 28. Mai 1975 bis zum 29. Mai 1985 und vom 30. Juni 1987 bis zum 30. Mai 1990 war Feldhaus Mitglied des Landtags des Landes Nordrhein-Westfalen. Er zog in der neunten Wahlperiode über den Listenplatz 019 der Landesliste in den Landtag ein und rückte in den Wahlperioden acht und zehn jeweils über die Reserveliste nach.
Von 1969 bis 1974 war er Mitglied des Kreistages des Kreises Münster. Dem Stadtrat der Stadt Münster gehörte Feldhaus von 1975 bis 1979 an.